# Miasto Kraljevica
Miasto Kraljevica (chorw. Grad Kraljevica) – jednostka administracyjna w Chorwacji, w żupanii primorsko-gorskiej. W 2011 roku liczyła 4618 mieszkańców.